# Ettore Zuccheri
Ettore Zuccheri, né le 1er juin 1943, à Budrio, en Italie est un joueur et entraîneur italien de basket-ball.

## Palmarès
- Vainqueur des Jeux méditerranéens de 1963